# Trajanópolis
Trajanópolis o Traianoúpoli (en griego Τραϊανούπολη) es un antiguo municipio de la unidad periférica de Evros, Macedonia Oriental y Tracia, Grecia. Desde la reforma del gobierno local de 2011 es parte del municipio de Alejandrópolis, del cual es una unidad municipal. La población es de 3.335 (2001).

## Historia
La ciudad fue fundada por los romanos y fue llamada así en honor a Trajano. Durante el dominio romano, la ciudad era famosa por sus baños. En el siglo IV fue la capital de la provincia de Ródope. Formó parte del Imperio bizantino hasta que, la ciudad cayó en manos otomanas. Sus baños fueron renovados por el turco Gazi Evrenos y se rebautizaron como "Hana". Trajanópolis estuvo bajo control búlgaro y fue cedida a Grecia en el Tratado de Neuilly de 1919.